# Armadillidium gestroi
Armadillidium gestroi är en kräftdjursart som beskrevs av Tua 1900. Armadillidium gestroi ingår i släktet Armadillidium och familjen klotgråsuggor. Inga underarter finns listade i Catalogue of Life.